# The Rising of the Moon

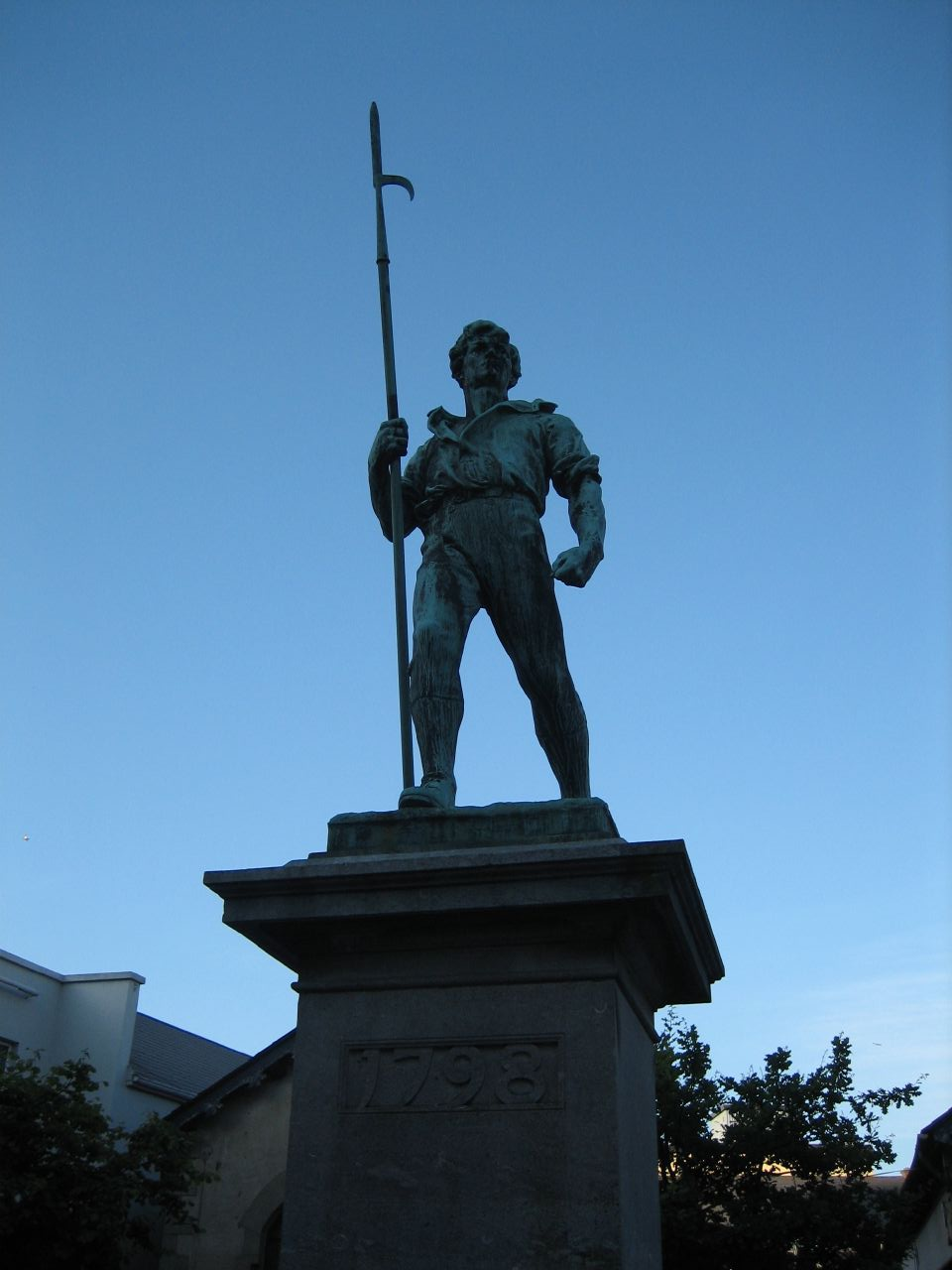
1798 Monument, The Ringbull, Wexford, Irlanda

"The Rising of the Moon" es una balada irlandesa que narra una batalla entre la Society of United Irishmen, liderados por Wolfe Tone, contra las fuerzas británicas durante la Rebelión Irlandesa de 1798 .

## Descripción
La balada dice "pikes must be together at the rising of the moon" (las picas deben estar juntas a la salida de la luna) para participar en la rebelión. Los piqueros se reúnen, pero son derrotados por las fuerzas gubernamentales. A pesar de la pérdida, al oyente se le dice que hay quienes "follow in their footsteps" (seguirán sus pasos) para rebelarse nuevamente contra el dominio británico en Irlanda .
La balada tomó la melodía de otra balada irlandesa, "The Wearing of the Green",  y se publicó por primera vez en la colección de poemas y canciones de John Keegan Casey de 1866, A Wreath of Shamrocks. La letra fue escrita por Casey, el "poeta feniano ", quien basó el poema en el levantamiento fallido de 1798 en Granard, condado de Longford. 
La balada ha estado en circulación desde aproximadamente 1865.  La fecha verificable más antigua encontrada en una publicación es 1867. 
La balada hace referencia al estallido de la rebelión de 1798, cuando la Sociedad de Irlandeses Unidos unidos transmiten la orden de levantarse. El aire de esperanza y optimismo asociado con la rebelión finalmente condenada al fracaso tenía como objetivo servir de inspiración a los rebeldes que se preparaban para entrar en acción en otra rebelión perdida, la rebelión feniana de 1867.
Se han publicado múltiples variantes de las letras en colecciones de música folclórica.      A finales del siglo XIX, la balada también se publicó mediante la impresión de Broadside ballad.  
La canción sigue siendo popular y la melodía es ampliamente reconocida en Irlanda hoy en día, ya que a menudo se enseña en las escuelas, se toca regularmente en eventos oficiales y deportivos, y ha sido versionada por una amplia variedad de músicos, incluidos The 97th Regimental String Band, The Dubliners, The Clancy Brothers, The High Kings, Tommy Makem, Shane MacGowan, Tia Blake, Barry McGuire y Peter, Paul and Mary .

## Letra
| «Inglés» "And come tell me Sean O'Farrell, tell me why you hurry so" "Hush, mbuachaill, hush and listen," and his cheeks were all aglow "I bear orders from the captain, get you ready quick and soon For the pikes must be together at the rising of the moon" At the rising of the moon, at the rising of the moon For the pikes must be together at the rising of the moon "And come tell me Sean O'Farrell, where the gathering is to be" "At the old spot by the river; quite well known to you and me" "One more word for signal token; whistle out the marching tune With your pike upon your shoulder at the rising of the moon" At the rising of the moon, at the rising of the moon With your pike upon your shoulder at the rising of the moon Out from many a mud wall cabin; eyes were watching through the night Many a manly heart was beating for the blessed warning light Murmurs rang along the valleys to the banshee's lonely croon And a thousand pikes were flashing by the rising of the moon By the rising of the moon, by the rising of the moon And a thousand pikes were flashing by the rising of the moon All along that singing river that black mass of men was seen High above their shining weapons flew their own beloved green Death to every foe and traitor! Whistle out the marching tune And hurrah, me boys, for freedom, 'tis the rising of the moon 'Tis the rising of the moon, 'tis the rising of the moon And hurrah, me boys, for freedom, 'tis the rising of the moon | «español» "Y ven a decirme Sean O'Farrell, dime por qué tienes tanta prisa" "Calla, muchacho, calla y escucha", y sus mejillas estaban todas encendidas "Llevo órdenes del capitán, prepárate rápido y pronto Porque las picas deben estar juntas al salir la luna" Al salir la luna, al salir la luna Porque las picas deben estar juntas al salir la luna "Y ven a decirme Sean O'Farrell, dónde será la reunión" "En el viejo lugar junto al río; muy conocido por ti y por mí" "Una palabra más como señal; silba la melodía de la marcha Con tu pica al hombro al salir la luna" Al salir la luna, al salir la luna Con tu pica al hombro al salir la luna De muchas cabañas con paredes de barro; ojos vigilaban durante la noche Muchos corazones varoniles latían por la bendita luz de advertencia Los murmullos resonaban a lo largo de los valles al arrullo solitario de la banshee Y mil picas destellaban al salir de la luna Al salir de la luna, al salir de la luna Y mil picas destellaban al salir de la luna A lo largo de ese río cantor se veía esa masa negra de hombres Muy por encima de sus brillantes armas volaba su propio y amado verde ¡Muerte a todo enemigo y traidor! Silbad la melodía de la marcha Y hurra, muchachos, por la libertad, es la salida de la luna Es la salida de la luna, es la salida de la luna Y hurra, muchachos, por la libertad, es la salida de la luna |